# William McGovern (Rechtswissenschaftler)
William Montgomery McGovern (* 9. Juli 1934; † 27. März 2018) war ein US-amerikanischer Rechtswissenschaftler.
Nach seinem Abschluss mit summa cum laude 1955 an der Princeton University und 1958 an der Harvard Law School arbeitete er bei Sidley and Austin in Chicago. Nach fünf Jahren dort ging er als Dozent an die Northwestern University Law School.
McGovern lehrte seit 1971 an der UCLA School of Law und blieb dort bis 1994.
Zahlreiche Fachbücher stammen aus seiner Feder, von denen zwei vielfach genutzte Textbücher waren.
Er hinterließ seine Ehefrau und gemeinsame Kinder.

## Schriften (Auswahl)
- Cases, Statutes and Readings on the law of Contracts. Cases and Materials. Bobbs-Merrill, Indianapolis 1980, ISBN 0-672-84076-6.
- Cases and Materials on Wills, Trusts, and Future Interests. An Introduction to Estate Planning. West Pub., St. Paul, Minn. 1983, ISBN 0-314-68828-5.
- mit Larry Lawrence: Contracts and Sales. Cases and Problems. M. Bender, New York 1986, LCCN 85-073097 (3. Aufl. 2013, ISBN 978-0-7698-4727-6).
- mit Sheldon F. Kurtz und Jan Ellen Rein: Wills, Trusts, and Estates. Including Taxation and Future Interests. West Pub., St. Paul, Minn. 1988, ISBN 0-314-36114-6 (6. Aufl. 2021).